# Mahamedchabib Kadzimahamedaŭ
Mahamedchabib Kadzimahamedaŭ (in bielorusso Магамедхабіб Кадзімагамедаў?; Cumadinskij rajon, 10 ottobre 1994) è un lottatore bielorusso, specializzato nella lotta libera.

## Biografia
Ai campionati europei di Roma 2020 ha vinto la medaglia d'oro nel torneo dei 79 chilogrammi. Ha rappresentato la Bielorussia ai Giochi olimpici di Tokyo 2020 dove ha vinto la medaglia d'argento nei 74 kg.

## Palmarès
- Giochi olimpici

Tokyo 2020: argento nei 74 kg.
- Europei

Roma 2020: oro nei 79 kg.